# 百花 (小説)
『百花』（ひゃっか）は、川村元気による日本の小説。2019年5月15日に文藝春秋から刊行され、2021年7月7日に文庫化された。
川村はアルツハイマー型認知症になった祖母や、様々な認知症患者やその家族、さらに医療・介護関係者などに話を聞いて本作を書き上げたという。
映画版が2022年9月9日に公開された。

## あらすじ
音楽ディレクターの葛西泉は同僚の香織と結婚し、香織は新しい命を宿していた。母一人子一人で育った泉は、大晦日に一人で実家に帰省したが、そこで見たものは、公園のブランコに座り、「半分の花火が見たい」と呟いている母・百合子の姿だった。
認知症を患ってしまった母のためにヘルパーを雇う泉。香織は同居を提案したが、泉には大きな蟠（わだかま）りがあった。泉が中学生の頃に母の百合子は妻子ある男性と愛し合い、泉一人を家に残して駆け落ち事件を起こしたのだ。一年後に百合子は何事も無かったように戻って来たが、泉の心の傷は癒えず、幼い頃の母との記憶も封印して生きて来たのだ。
息子の存在さえ忘れていく百合子を介護しながら、少しずつ楽しかった頃のことを思い出して行く泉。だが、香織が子供を生んだ頃に、百合子は亡くなった。実家の整理に行き、縁側から近所の花火大会を見る泉。家並みに遮られた花火は半分しか見えなかった。百合子が見たかったのは、幼い泉と一緒に楽しんだ、この花火だったのだ。

## 登場人物
葛西泉
レコード会社に勤務する男性。子供の頃に母に置き去りにされた事件の後、味噌汁を飲むことができなくなり、楽しかった幼少時の記憶も封印している。37歳。好きな食べ物は卵料理とハヤシライス。
葛西百合子
泉の母。夫はおらず、患った認知症が急激に悪化して行く。ピアノが得意で、ピアノ教室を開いて一人息子の泉を育てた。
香織
泉の妻。泉と同じレコード会社に勤務していることがきっかけで泉と知り合った。
浅葉
百合子が泉の元から消えていた一年間、百合子と関係を持っていた男。船舶工学が専門の大学教授。妻子持ち。阪神・淡路大震災以降の消息は不明。
祖母
泉の祖母。百合子が消えた一年間、泉の面倒を見た。
葛西ひなた
香織が妊娠していた息子。百合子が亡くなった頃の8月27日に生まれた。
大澤
泉の所属部署の部長。
田名部
泉の部下の女性。大澤部長と付き合っている。
永井
泉の部下。後に会社を退社し、映像会社へ転職。
真希
香織の友人。レコード会社勤務。帰国子女。外資系のレーベルにヘッドハンティングされ、太郎と知り合う。
太郎
真希の夫。アニメオタク。
観月
老人ホームの施設長。
三好
泉の中学校時代の同級生。娘の美久は百合子にピアノを習っている。夫は銀行員。
Y
百合子の音大時代の同級生。神戸在住。阪神・淡路大震災以後の消息は不明。
峯岸
老人ホームの入居者の女性。新興宗教に入信以後は家族と疎遠。認知症を患う。
KOE
泉のレコード会社が売り出していたアーティスト。

## 書誌情報
- 川村元気『百花』
  - 単行本：2019年5月15日発売、文藝春秋、ISBN 978-4-16-391003-1
  - 文庫本：2021年7月07日発売、文春文庫、ISBN 978-4-16-791716-6

## 映画
2022年9月9日に公開された。主演は菅田将暉と原田美枝子、監督は原作者の川村が手掛ける。また、川村にとって本作が長編映画初監督作となる。本作の配給は日本では東宝が担当、日本以外の海外での配給はギャガが担当する。
重要な場面の撮影が行われた諏訪湖畔で行われた諏訪湖オータム花火で､本作が全国一斉公開されることを記念した花火も打ち上げられた。この他に神戸市でも撮影が行われた。
同年の9月25日、サン・セバスティアン国際映画祭で最優秀監督賞受賞。

### あらすじ（映画）
映像クリエイターの葛西泉は、生まれた時から父親の顔を知らず、母一人子一人で暮らして来た。ピアノ教室を営む母・百合子の家は一戸建てだが、近くの団地で産休中の新妻・香織と暮らす泉。大晦日の夜に一人で母の様子を見に行った泉は、近くの公園のブランコに座り、「半分の花火が見たい」と意味不明な事をつぶやく百合子を発見した。
懸念していた認知症が進んだ事を知り、母を町から離れた老人ホームに入居させる泉。妻の香織は同居しても良いと言ったが、泉には同居に踏み切れない事情があった。母の百合子には、幼い泉を自宅に置き去りにして、一年間も妻子持ちの愛人と暮らした過去があったのだ。
当時、小学生だった泉は食べる物も無くなり、たまたま見つけた祖母の電話番号に連絡して救われた。母の百合子は神戸に単身赴任した愛人に同行し、妻を装って暮らしていたが、多忙な愛人は帰らぬ日が続き。更に一人でいたマンションで阪神淡路大震災に遭遇した。瓦礫と化した街にさ迷い出た百合子は、神戸の海を見て息子と海辺で遊んだ母としての記憶が強烈に蘇り、泉の元へ帰ったのだった。
泉は今でも母の面倒を良く見る孝行息子だが、過去に捨てられた経験は忘れようがなかった。空き家になった自宅の生ゴミなどを片付けに行って、母が同棲中に綴っていた赤裸々な日記を見つけ、嘔吐する泉。
老人ホームで日々、記憶が薄れて行く百合子は、「半分の花火が見たい」と訴え続けた。ネットで調べて、打ち上げずに湖面で花火を破裂させる花火大会に百合子を連れて行く泉。だが、百合子は満足せず、駄々をこね続けた。
香織が出産して暫く経った頃、遂に全ての記憶を失い、感情を表さなくなる百合子。泉は実家を手放す事を決め、見納めとして母を家に連れ帰り、縁側に座らせた。夕方になって近所の花火大会が始まると、縁側から見える花火は団地に遮られて上半分しか見えなかった。母が見たかった花火は、幼い自分と見たこの花火であり、自分の方がすっかり忘れていたのだと思い至って涙する泉だった。

### キャスト
- 葛西泉：菅田将暉（少年時代：桑名愛斗[10]）
- 葛西百合子：原田美枝子
- 葛西香織：長澤まさみ[11]
- 大澤哲也：北村有起哉[12]
- 永井翔太郎：岡山天音[12]
- 田名部美咲：河合優実[12]
- 佐藤雅之：長塚圭史[12]
- 関綾乃：板谷由夏[12]
- 工藤恵：神野三鈴[12]
- 浅葉洋平：永瀬正敏[11]
- 観月智子：占部房子[13]
- 二階堂春代：ぼくもとさきこ[14]
- 大郷：松角洋平[15]
- 葛西葉子：寺田路恵
- 恵の娘：吉田舞香、吉田萌果[16]
- 葛西ひなた：伊藤光之丞
- 花屋：倉橋采里[17]

### スタッフ
- 原作：川村元気『百花』（文春文庫刊）
- 監督：川村元気
- 脚本：平瀬謙太朗、川村元気
- 音楽：網守将平
- 主題歌：KOE「Hello,I am KOE」（produced by Yaffle）[18][19]
- 製作：松岡宏泰
- 共同製作：西新、依田巽、古澤佳寛、岡田武士、渡辺章仁、弓矢政法、潮田一、今村俊昭、広田勝己、奥村景二、鈴木貴幸、中部嘉人
- エグゼクティブ・プロデューサー：臼井央、小竹里美
- プロデューサー：山田兼司、伊藤太一
- ラインプロデューサー：横井義人
- 撮影：今村圭佑
- 照明：平山達弥
- 録音：矢野正人
- 美術：杉本亮
- 装飾：茂木豊
- 編集：瀬谷さくら
- スタイリスト：伊賀大介、荒木里江
- ヘアメイクデザイン：勇見勝彦
- キャスティング：田端利江
- 音響効果：北田雅也
- 監督補：平瀬謙太朗
- 助監督：中里洋一
- 制作担当：菅井俊哉
- 音楽プロデューサー：成川沙世子
- 宣伝プロデューサー：宮千香子
- メディアプロモーション：秋山智美、上野美穂
- 配給：東宝
- 海外配給：ギャガ
- 制作プロダクション：AOI Pro.
- 製作：「百花」製作委員会（東宝、テレビ朝日、ギャガ、STORY inc.、EMI Records、ローソンエンタテインメント、ジェイアール東日本企画、AOI Pro.、朝日放送テレビ、毎日新聞社、日本出版販売、Filmarks、文藝春秋）